# Флоренс (Јужна Каролина)
Флоренс (енгл. Florence) град је у америчкој савезној држави Јужна Каролина.

## Демографија
По попису из 2010. године број становника је 37.056, што је 6.808 (22,5%) становника више него 2000. године.
| Група             | 2000.          | 2010.          |
| Белци             | 15.944 (52,7%) | 18.295 (49,4%) |
| Афроамериканци    | 13.541 (44,8%) | 17.038 (46,0%) |
| Азијати           | 352 (1,2%)     | 680 (1,8%)     |
| Хиспаноамериканци | 229 (0,8%)     | 553 (1,5%)     |
| Укупно            | 30.248         | 37.056         |